# Рудович, Эдуард Антонович
Эдуард Антонович Рудович (10 января 1890, Минская губерния — ?) —  российский военный лётчик, участник Первой мировой войны. Кавалер ордена Святого Георгия (1916).

## Биография
Эдуард Рудович родился 10 января 1890 года в Минской губернии в семье крестьян. По вероисповеданию был католиком. Образование получил в Марьино-Горское сельскохозяйственном училище, после окончания которого с 1910 по 1912 годы проходил обучение в Виленском военном училище. За окончание этого училище Рудовича наградили премией им. Д.А. Милютина и занесли его имя на мраморную доску. 
6 августа 1912 года был выпущен из Виленского военного училища в 40-ю артиллерийскую бригаду, в чине подпоручика. 7 сентября того же года был назначен младшим офицером в 3-й батареи. С 1 февраля 1914 года по 1 февраля 1915 года занимал должность делопроизводителя в бригадном суде. 22 марта 1915 года был назначен заведующим бригадной лабораторией. 31 августа 1915 года был произведён в поручики. 18 июля 1917 года был переведён в 5-й отдельный полевой тяжелый артиллерийский дивизион? где получил должность младшего офицера батареи «Б», позже занимал должность лётчика-наблюдателя в 19-м корпусном авиационном отряде.
Дальнейшая биография неизвестна.

## Награды
Эдуард Антонович Рудович был удостоен следующих наград:
- Орден Святого Георгия 4-й степени  (Высочайший приказ от 25 мая 1916)
— «за то, что в период боев с 3-го по 10-е июля 1915 г., летая в качестве наблюдателя, под сильным ружейным огнем противника произвел шесть весьма ценных по своим результатам разведок при чрезвычайно трудных условиях и с постоянной опасностью для жизни»;
- Орден Святого Владимира 4-й степени с мечами и бантом (Высочайший приказ от 25 августа 1916);
- Орден Святой Анны 3-й степени с мечами и бантом (Высочайший приказ от 3 декабря 1915);
- Орден Святой Анны 4-й степени с надписью «За храбрость» (Высочайший приказ от 17 января 1915);
- Орден Святого Станислава 2-й степени с мечами (Высочайший приказ от 31 мая 1916);
- Орден Святого Станислава 3-й степени с мечами и бантом (Высочайший приказ от 5 апреля 1915).